# Моласи
Моласи (грч. Διαλεκτό, до 1955. грч. Μόλαση) је насељено место у општини Рупишта у периферији Западна Македонија, Грчка. Према попису из 2021. године било је 25 становника.
Према бугарском географу и историчару, Василу Канчову, у Моласима је 1900. године живело 150 Словена хришћана. Македонски историчар Тодор Симовски, 1998. године наводи да су Моласи словенско насеље у процесу хеленизације.